# Typhlocyba albicans
Typhlocyba albicans är en insektsart som först beskrevs av Walsh 1862.  Typhlocyba albicans ingår i släktet Typhlocyba och familjen dvärgstritar. Inga underarter finns listade i Catalogue of Life.